# یاماگوچی اوتویا
یاماگوچی اوتویا ((به ژاپنی: 山口 二矢, Yamaguchi Otoya); ۲۲ فوریهٔ ۱۹۴۳ – ۲ نوامبر ۱۹۶۰) دانش‌آموز دست-راستی و ملی‌گرایی افراطی بود که اینجیرو آسانوما رئیس حزب سوسیالیست ژاپن را در ۱۲ اکتبر ۱۹۶۰ ترور کرد.